# Manzanita (condado de San Diego)
Manzanita es un área no incorporada ubicada en el condado de San Diego en el estado estadounidense de California. La localidad se encuentra justo al sur de la Interestatal 8 dentro de Boulevard.

## Geografía
Manzanita se encuentra ubicada en las coordenadas 32°40′N 116°17′O / 32.667, -116.283.